# 16. крајишка моторизована бригада
16. Крајишка моторизована бригада из Бање Луке је била јединица Првог крајишког корпуса Војске Републике Српске. Ово је била најјача јединица ВРС.

## Историја настанка бригаде
16. Крајишка бригада је основана 1942. године у селу Ламовита код Приједора под називом Крајишка ударна пролетерска бригада. Касније, 1950их година, бригада се обнавља у Травнику, да би се нешто касније преместила у Бању Луку под називом 16. пук.
Године 1985. 16. пук прераста у 16. бригаду, а тај назив ће носити до краја рата у бившој СФРЈ.

## Структура бригаде
Бригада је кроз цео ратни пут имала следећи формацијски састав:
- Извиђачка чета
- Чета војне полиције
- Чета везе
- 1. Моторизовани батаљон
- 2. Моторизовани батаљон
- 3. Моторизовани батаљон
- Оклопни батаљон
- Мешовити противоклопни артиљеријски батаљон
- Артиљеријски батаљон (Хаубице 122 мм)
- Лаки батаљон ПВО
- Инжињерски батаљон
- Позадински батаљон
- Вод АБХО

## Ратни пут

### Рат у Славонији
Мобилизација људства је извршена у периоду од 13. јуна до 15. августа 1991. године. Зборна места су била села Машићи, Шибића Хан, Берек где су одржане припремне вежбе за предстојећи рат.
Године 1991, 16. септембра, један део бригаде прелази реку Саву код Градишке и прикључује се 329. оклопној бригади ЈНА (касније 1. оклопна бригада). У првом налету војници 16. бригаде ослобађају села Доњи Варош, Горњи Варош, Нови Варош и избијају на ауто-пут Братство и јединство. Сутрадан уз неколико рањених гине први војник 16. бригаде Бојан Мајсторовић.
После неколико дана остатак бригаде прелази Саву и у налету ослобађају насеља на правцу Косовац - Горњи Богићевци, Нови Варош - Доњи Богићевци, а потом и села Горњи Рајић, Рожданик, Јазавица, Воћарица, Пакленица, и део Старог Грабовца.
Под командом тадашњег команданта Милана Челекетића 16. бригада ослобађа 65 км² територије Западне Славоније, које је углавном насељавало српско становништво.

### Рат у БиХ
У пролеће 1992. године део бригаде се враћа у Бању Луку, а неколико чета одлази на Влашић. Крајем маја исте године извршена је нова мобилизација људства на Мањачи и бригади је додато 1.500 људи. Касније мањи део одлази у Републику Српску Крајину, а већи део одлази у Посавину и учествује на пробијању Коридора. Средином јуна 1992. године 16. бригада осваја села од Добоја до Модриче (Јоховац, Галићи, Горња Фоча, Караматићи, Лушићи, Вуковац (део) и Живково Поље (део)). У поподненим часовима 26. јуна 1992. године, борци 16. бригаде ослобађају село Милошевац, да би нешто касније 2. чета капетана Дмитра Зарића пробила последња непријатељска упоришта и спојила се са јединицама Источно-босанског корпуса. На тај начин успостављен је коридор (познат и као пут живота) између Крајине и Србије.
Након тога 16. бригада учествује у ослобађању српских територија у Посавини, да би од 3. до 17. јула 1992. године ослободила 13 села (122 км² територије) и избила на реку Саву (што је и био циљ штаба ВРС).
После избијања на реку Саву 16. бригада учествује у одбрани на релацији Доњи Свилај - Ободни Канал, а делови бригаде ратују код Оштре Луке, на Градачачком ратишту и очувању коридора. Током тога времена долази до смене команданта бригаде, потпуковника Милана Челекетића замењује пуковник Новица Симић. Убрзо потом команда унапређује пуковника Симића у генерала, да би на захтев команде био постављен за команданта Источно-босанског корпуса Војске Републике Српске. Нови командант 16. бригаде постаје потпуковник Вукадин Макагић.
Од половине августа до почетка новембра 1992. године, јединице 16. бригаде под командом пуковника Славка Лисице учествују у ослобађању Брода. У поноћ 6. октобра јединице 16. бригаде улазе у Брод и избијају на реку Саву.
Након ослобађања Брода највећи део бригаде се враћа на положаје на релацији Доњи Свилај - Брусница, а непуних месец дана касније припадници 16. бригаде одлазе на Орашко ратиште. Касније, крајем децембра, 16. бригада добија новог команданта потпуковника Владу Топића и учествује на Брчанском ратишту на одбрани коридора заједно са Источно-босанским корпусом Војске Републике Српске на чијем челу се налазио њихов бивши командант генерал-мајор Новица Симић. Од почетка 1993. до лета исте године, 16. бригада ослобађа 13 насељених места и за 33 км² проширује коридор (у склопу операције Садејство). После тога јединице одлазе на краћи одмор, а касније се премештају на добојско-теслићко ратиште. Ова бригада учествује у операцији Дрина, почетком 1994. године.
Након пада низа крајишких општина у септембру 1995. године (ХВ/АРБиХ операција Маестрал), у склопу операције Вагањ, бригада заједно са 43. приједорском, 6. санском, 5. козарском, 65. заштитним пуком и други јединицама враћа 5. корпус на реку Уну. Пред улазак у Босанску Крупу, бригада је премештена у рејон Мањаче где добија задатак да у садејству са другим јединицама (Српска Гарда, Друга крајишка бригада и бригада Специјалне полиције МУПа РС) потисне 5. корпус АРБиХ из околине Мркоњић града и ослободи Кључ. За само три дана (3-6. октобар), 16. крајишка долази надомак Кључа, када се Главни Штаб одлучује да врати бригаду на добојско ратиште.
Ратни пут ове јединице је трајао 1.727 дана. Бригада је у периоду од 1992. до 1995. изгубила 437 борца, око 2.000 је рањено, а 11 се воде као нестали.

## Одликовања
Бригада је одликована Орденом Немањића, највећим војним признањем Републике Српске, за заслуге у рату 1992—1995.